# Thinadhoo (Gaafu Dhaalu-atol)
Thinadhoo is een van de bewoonde eilanden van het Gaafu Dhaalu-atol behorende tot de Maldiven. Thinadhoo is de hoofdstad van het Ghaafu Dhaalu-atol.

## Demografie
Thinadhoo telt (stand juni 2007) 3335 vrouwen en 3201 mannen.